# Robin Cederberg
Robin Cederberg, född 25 februari 1983, är en svensk fotbollsspelare som spelar för Ifö/Bromölla IF.

## Karriär
Cederberg kom till Mjällby AIF 2000 från Hoby GIF. Han kom som vänsterback men spelade mittback i Mjällby AIF fram till 2009 då Patrik Rosengren kom till klubben, då fick han under våren återigen spela vänsterback innan William Leandersson fick förtroendet på vänsterbacken under hösten. I början på säsongen 2012 satt Cederberg mycket på bänken, och under den tiden tränade han på att spela innermittfältare så under höstsäsongen fick han mycket speltid på innermittfältet. Cederberg fick, efter 14 säsonger i Mjällby, lämna klubben efter säsongen 2013 då han inte fick förnyat kontrakt.
I januari 2014 skrev Cederberg på ett tvåårskontrakt med Superettan-nykomlingarna Husqvarna FF.
I mars 2017 värvades Cederberg av division 3-klubben Ifö/Bromölla IF.